# Zafarullah Khan Jamali
Mir Zafarullah Khan Jamali (en urdu: میر ظفراللہ خان جمالی‎; Dera Murad Jamali, Raj británico, 1 de enero de 1944-Rawalpindi, Pakistán, 2 de diciembre de 2020) fue un político paquistaní. Fue primer ministro de su país desde 2002 hasta su dimisión en 2004, siendo el único proveniente de Baluchistán.

## Primeros años
Nació el 1 de enero de 1944 en Dera Murad Jamali, en la Agencia de Baluchistán, Raj británico. Hijo de un terrateniente, fue parte de una familia religiosa.
Jamali recibió su educación primaria en el Lawrence College y A levels en el Aitchison College. Posteriormente, estudio en una universidad pública para obtener una licenciatura. Recibió una maestría en ciencias políticas de la Universidad de Punjab.

## Carrera política

### Trayectoria
En 1970, Jamali comenzó su carrera política en el Partido del Pueblo Pakistaní. Participó por primera vez en las elecciones generales de dicho año, pero perdió frente a Sardar Chakar Khan Domki. En 1977 fue elegido para la Asamblea Provincial de Baluchistán.
Jamali abandonó el Partido del Pueblo Pakistaní en 1977. Se alió con Muhammad Zia-ul-Haq después de que este declarara la ley marcial. Fue nombrado ministro de estado en el gabinete federal por Zia-ul-Haq.
Fue elegido a la Asamblea Nacional de Pakistán en las elecciones elecciones generales de 1985. Aunque aspiraba al cargo de primer ministro, Muhammad Khan Junejo le asignó la cartera de ministro de agua y energía.
Fue nombrado ministro jefe de Baluchistán en 1988, después de la destitución de Junejo. Fue reelegido al cargo en 1996. De igual manera, fue elegido al Senado de Pakistán en 1994 y nuevamente en 1997.

### Primer ministro de Pakistán
En 2002, se adhirió al Grupo Q de la Liga Musulmana de Pakistán (N). En noviembre de 2002, se convirtió en primer ministro de Pakistán por mayoría simple después de obtener 188 votos de 342 escaños de la Asamblea Nacional. Se convirtió en el primer y único político de Baluchistán en ocupar dicho cargo.
Al asumir el cargo, Jamali prometió mejorar las relaciones con India. Acordó un cese al fuego con India en la disputada región de Cachemira, y nombró a un enviado para disminuir las tensiones entre ambos países.

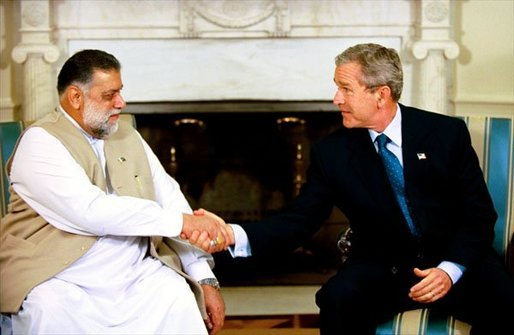
Jamali junto con George W. Bush, 2003

En octubre de 2003, visitó Estados Unidos, se reunió con el presidente George W. Bush y prometió ayudar a Estados Unidos en la guerra contra el terrorismo.
A inicios de 2004, visitó Afganistán, siendo la visita de más alto nivel de Pakistán desde la caída del gobierno talibán en 2001. Jamali prometió la cooperación de ambas naciones en todos los ámbitos, desde el comercio hasta en la lucha contra el terrorismo.
El 26 de junio de 2004, Jamali renunció abruptamente a su cargo durante una reunión con el presidente Pervez Musharraf. De acuerdo a informes de los medios, Musharraf estaba descontento con el desempeño de Jamali y su incapacidad de respaldar sus políticas con firmeza. Con su anunció, Jamali disolvió el gabinete y nombró a Chaudhry Shujaat Hussain como primer ministro interino. Su renuncia fue calificada como «mala para la democracia» del país.

## Vida posterior
Después de su renuncia, desarrolló su carrera en el hockey sobre césped. En 2006 fue nombrado presidente de la Federación de Hockey de Pakistán. Renunció en 2008 luego del pésimo desempeño del equipo de hockey masculino en los Juegos Olímpicos de Pekín 2008.
Volvió a ser miembro de la Asamblea Nacional entre 2013 hasta su renuncia en 2018.
El 29 de noviembre de 2020, Jamali fue trasladado a un hospital privado después de sufrir un ataque cardiaco. Falleció el 2 de diciembre de 2020 en Rawalpindi, a la edad de 76 años.